# Сибирский научно-исследовательский институт растениеводства и селекции
Сибирский научно-исследовательский институт растениеводства и селекции — научное учреждение, работающее в области селекции и семеноводства. Основано в 1926 году. Расположен в Краснообске (Новосибирская область). В 2015 году институт стал филиалом Института цитологии и генетики СО РАН

## История
В 1926 году была организована Центрально-Сибирская областная сельскохозяйственная опытная станция с 23 работниками, на базе которой в 1936 году была создана Западно-Сибирской краевая опытная станция зернового хозяйства, реорганизованная через два года в Новосибирскую государственную селекционную станцию с изменением её сферы деятельности.
В 1956 году для расширения научной деятельности в области растениеводства и земледелия станция была преобразована в Новосибирскую государственную сельскохозяйственную опытную станцию, но сохранила селекционное направление работы.
В 1972 году на базе станции был организован Сибирский филиал Всесоюзного НИИ растениеводства имени Вавилова со 122 сотрудниками (в том числе 61 научный сотрудник, 12 из которых были кандидатами наук). Сибирский филиал занимался исследованием генофонда сельскохозяйственных растений.
В 1977 году филиал института был преобразован в Сибирский НИИ растениеводства и селекции (СибНИИРС). В этом же году новый НИИ стал центром зерновых культур, в его зону деятельности вошли Новосибирская, Кемеровская и Томская области.

## Деятельность
Институт занимается прикладными приоритетными и фундаментальными исследованиями для создания сибирского генофонда культур сельского хозяйства, разработкой новых методов по оценке и отбору с применением достижений в области генетики и использованием культуры тканей и клеток (дигаплоидные линии, сомаклоны, трансгенные растения).
Научно-исследовательский институт разрабатывает гибриды сельскохозяйственных культур с повышенной продуктивностью и устойчивые сорта.
Научное учреждение обладает коллекцией мировых растительных ресурсов с 16 тысячью сортообразцов.
В СибНИИРС были разработаны способы выведения новых растительных форм с помощью диплоидизации, интрогрессивной гибридизации, аллоплазмии и анеуплоидии; для повышения эффективности процесса селекции были улучшены селекционные схемы.
Институт исследовал генотипический и расовый состав патогенов мучнистой росы, бурой ржавчины, пыльной головни ячменя и пшеницы; создал коллекцию штаммов и рас фитопатогенов и новый исходный материал с комплексным иммунитетом против мучнистой росы, бурой ржавчины, пыльной головни и корневых гнилей.
Селекционеры института вывели сорта яровой пшеницы с большим содержанием клейковины (28-30 %) и белка (14-16 %), создали и внедрили в производство новые сорта овса кормового и пищевого направления.
Выведены низкостебельные и устойчивые к полеганию зимостойкие и крупнозёрные озимые сорта. Впервые в государственный реестр были включены сорта ячменя для пивоварения. Созданы засухоустойчивые неосыпающиеся сорта гороха, пригодные к уборке прямым комбайнированием и устойчивые к аскохитозу.
Созданы зимостойкие и скороспелые сорта, обладающие высокой семенной и кормовой продуктивностью.
Собрана уникальная коллекция из многолетних луков с 308 образцами (90 из них — дикорастущие Алтая и Сибири).
Институт растениеводства и селекции вывел устойчивые к фитоспорозу, бактериозу и пероноспорозу различные сорта и гибриды овощных культур, приспособленные для современных способов возделывания, сбора и хранения. Эти сорта были внесены в Государственный реестр селекционных достижений.

## Сотрудники
Существенный вклад в развитие научно-исследовательского института внесли следующие работники: лауреат Государственной премии СССР и создатель известного сорта яровой пшеницы Мильтурум 553 И. Н. Семченков; академик ВАСХНИЛ П. Л. Гончаров, заслуженный работник сельского хозяйства и автор 22 сортов А. В. Гончарова; заслуженный агроном РСФСР А. Н. Скалозубова, селекционеры А. В. Бахарев, А. П. Азовцева, Е. Г. Гринберг, Э. Ф. Витченко, В. Н. Губко, А. Н. Лубниин, Н. М. Жукова, В. П. Максименко, М. П. Середина, Е. А. Победоносцева, Г. К. Машьянова, Д. А. Старикова, доктора сельскохозяйственных наук В. С. Сапрыкин и Р. А. Цильке.

## Выведенные сорта
- «Египетская сила» — сорт сладких перцев, отличающийся большим содержанием витамина C[3].
- «Семёновна» — сорт томата[4].
- «Памяти Губко» — сорт томата, имеющих лёгкий острый привкус. Назван в память селекционера Валентины Николаевны Губко[5].
- «Яшка-цыган» — сорт базилика[6].
- «Богатая грядка» — гетерозисный гибрид огурца[7]

## Руководители
- С. Г. Алексеев (1936—1939)
- Д. И. Некрасов (1939)
- А. З. Болгов (1939—1940)
- Н. П. Смирнов (1940—1941, 1946—1952 и 1956—1961)
- И. Ф. Васильев (1941—1946)
- Г. А. Наливайко (1952—1956), Герой Социалистического Труда
- А. К. Чепиков (1961—1976)
- П. Л. Гончаров (1976—?), академик ВАСХНИЛ[1]
- И. Е. Лихенко